# Wim Carbière
Wim Leonard Carbière (Paramaribo, 1961) is een Surinaams ex-militair en ondernemer.
Carbière was als militair aanwezig in de Memre Boekoe-kazerne ten tijde van de Decembermoorden. Hij was een volle neef van een van de slachtoffers, de journalist Bram Behr. Hij is een van de verdachten in het proces van de decembermoorden in Suriname. Hij was onder meer verantwoordelijk voor het ophalen van de later vermoorde mannen; tijdens het proces verklaarde hij geweigerd te hebben om zijn neef op te halen. Tijdens een van de zittingen in 2010 verklaarde medeverdachte Marcel Zeeuw dat deze de opdracht aan Carbière gaf om Behr op te halen. Carbière weigerde omdat dit zijn neef was en kreeg vervolgens de opdracht om Jiwan Sheombar op te halen. Carbière gaf aan dat hij niet wist wat de gevangenen te wachten zou staan. In 2012 gaf hij aan, als enige van de 22 verdachten, dat hij vond dat het proces doorgang moest vinden. Hij beschouwt zichzelf onschuldig en heeft geen advocaat. Carbière diende in het Nationale leger als militair politieman van 1981 tot 1986. Momenteel is hij werkzaam als  café-eigenaar.